# Туристическая ассоциация стран Азии и Тихого океана
Туристическая ассоциация стран Азии и Тихого океана (ПАТА; англ. Pacific Asia Travel Association, РАТА) — международная организация, деятельность которой направлена на всестороннее развитие туризма в странах Юго-Восточной Азии и Тихого океана.

## История
Ассоциация создана в 1951 году на встрече представителей 12 стран Тихоокеанского региона. Встреча состоялась Гонолулу на Гавайях. Изначально организация получила название «Pacific Interim Travel Association» (PITA), но в 1953 году была переименована в «Pacific Area Travel Association» (PATA).